# Lispole
Lios Póil (anglicizzato Lispole) è un villaggio Gaeltacht nella contea di Kerry, Irlanda. Si trova sull Penisola di Dingle, 5 miglia a est della città di Dingle e 25 miglia a ovest di Tralee, sulla Strada Nazionale secondaria N86.

## Infrastrutture e trasporti
I servizi di Bus Éireann fra Tralee e Dingle sulla 275 strada servono anche Lispole.
La Ferrovia Tralee-Dingle, a scartamento ridotto ha funzionato collegando Tralee a Dingle, con fermata intermedia a Lispole dal 1891 al 1953, anno in cui fu chiusa definitivamente.